# Stegana cristimana
Stegana cristimana är en tvåvingeart som beskrevs av Malloch 1924. Stegana cristimana ingår i släktet Stegana och familjen daggflugor.
Artens utbredningsområde är Panama. Inga underarter finns listade i Catalogue of Life.